# Begonia parcifolia
Begonia parcifolia é uma espécie de Begonia, nativa do Equador.

## Sinônimo
- Begonia nervidens Irmsch.